# Gaur (Bengalen)
Gaur (bengalisch গৌড় IAST Gauṛ; auch Gour, Gaud oder Goud) ist eine Ruinenstadt im westbengalischen Distrikt Malda. Sie gehörte nach Beschreibungen portugiesischer Händler zu den größten Städten auf dem indischen Subkontinent und war von 1453 bis 1565 mit Unterbrechungen Hauptstadt des Sultanats von Bengalen.

## Lage
Gaur liegt zwischen den Flüssen Ganges und Mahananda etwa 12 km südlich der Stadt English Bazar in einer Höhe von ca. 30 m ü. d. M. Die zur Stadt gerechneten Ruinen erstrecken sich über eine Länge von etwa 30 und eine Breite von 6 km. Ein Teil des ehemaligen Stadtgebiets liegt heute in Bangladesch.

## Geschichte

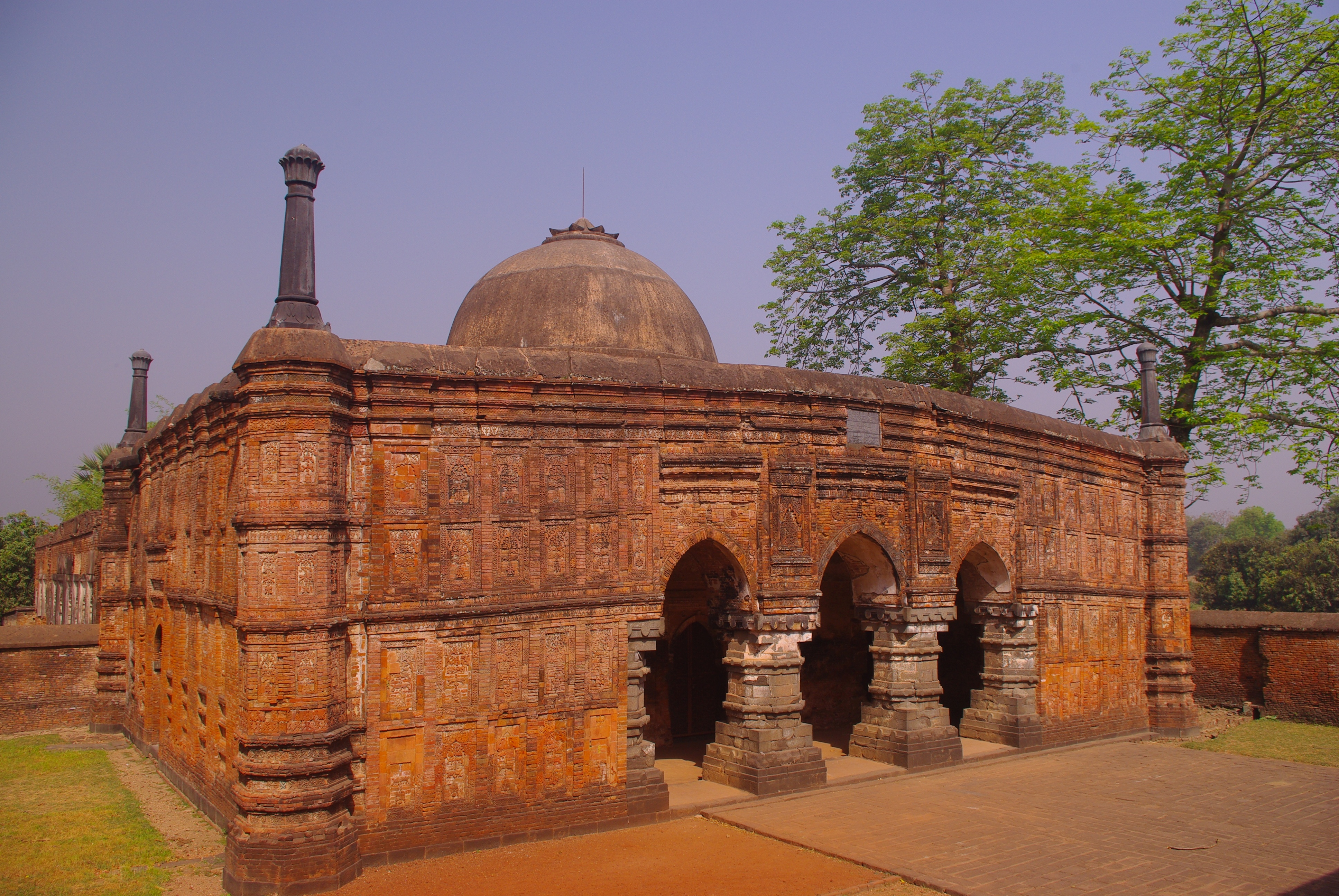
Gaur, Qadam-Rasul-Masjid mit Ecktürmchen (guldastas); um 1530

Gaur wird manchmal für die von Lakshmana gegründete ältere Stadt Lakshmanvati (nach der Ankunft des Islam zu Beginn des 13. Jahrhunderts Lakhnauti genannt) gehalten, doch Alexander Cunningham, der Gründer des Archaeological Survey of India, lokalisierte Lakshmanvati nördlich von Gaur. Gaur (oder Gauḍa) existierte jedoch schon unter der Pala- und der Sena-Dynastie, d. h. vom 8. bis zum frühen 13. Jahrhundert.
Die islamischen Machthaber, allen voran Shamsuddin Ilyas Shah, demontierten und zerstörten die Bauten Gaurs und errichteten in Pandua ihre neue Hauptstadt, doch im Jahr 1453 verlegte der Sultan Nasiruddin Mahmud I. (reg. 1435–1459) den Regierungssitz zurück und nannte die Stadt nunmehr Jannatabad. Die älteste in Gaur gefundene Inschrift datiert aus dem Jahr 1457. Gaur blieb auch nach der Plünderung durch die Truppen Sher Shah Suris (um 1537/8) das politische Zentrum Bengalens, bis dieses von Sulaiman Karrani (reg. 1566–1572) weiter westlich nach Tanda verlegt wurde. Eine Ursache hierfür soll die Verschiebung des Flusslaufs des Ganges nach Westen gewesen sein, als weiterer Grund für den Verfall der Stadt wird eine zunehmende politische Instabilität angenommen. Im Jahr 1575 wurde Gaur nach dem Ausbruch einer Pestepidemie endgültig verlassen.

## Bauten
Alle Gebäude der Stadt sind aus Ziegelsteinen gemauert, die manchmal auch mit – von weither herbeigeschafften und deshalb kostbaren – Steinplatten verkleidet oder aber verputzt wurden. Einige wenige Gebäude zeigen die für Bengalen typischen herabhängenden Dächer.

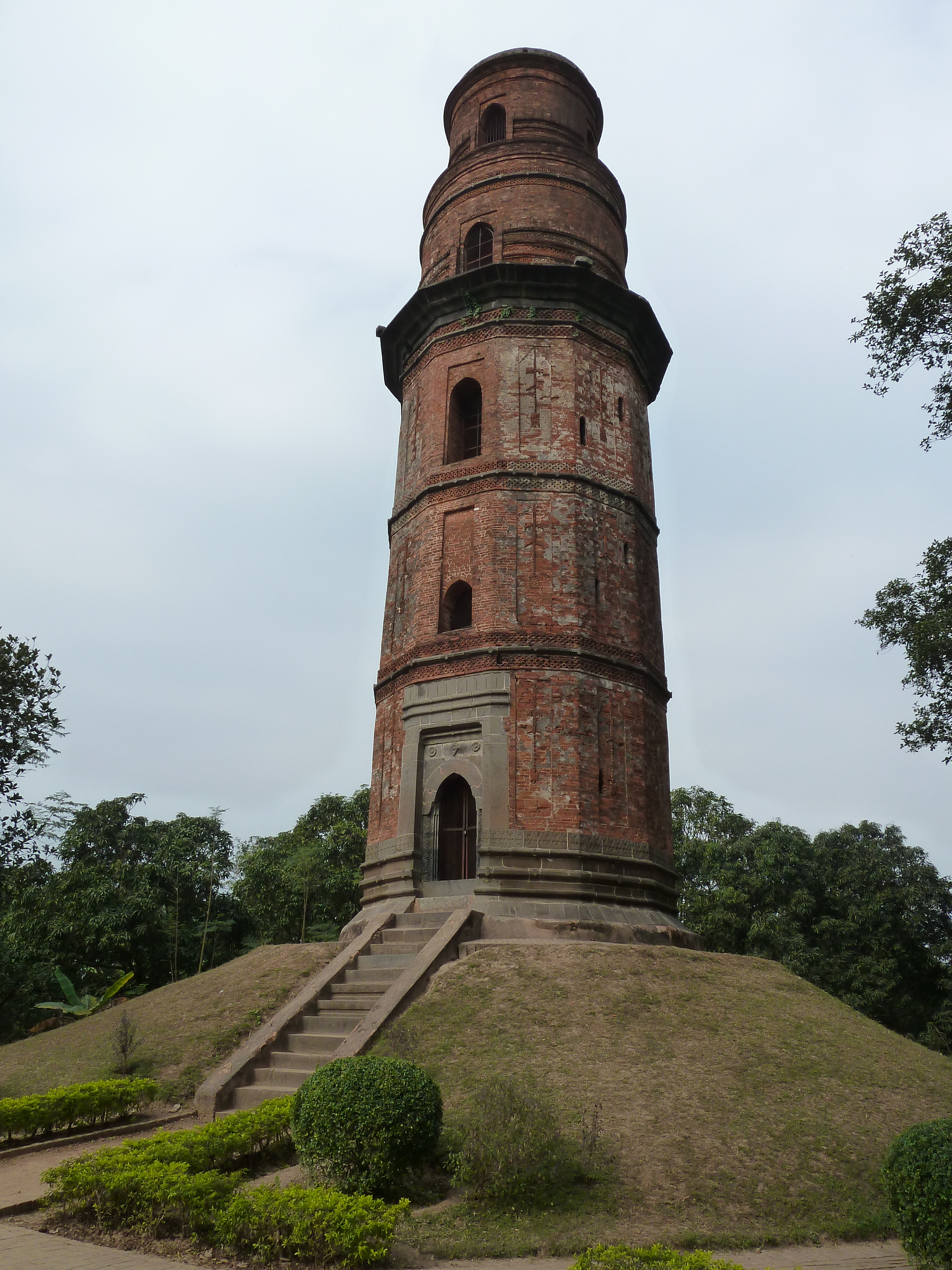
Firoz Minar
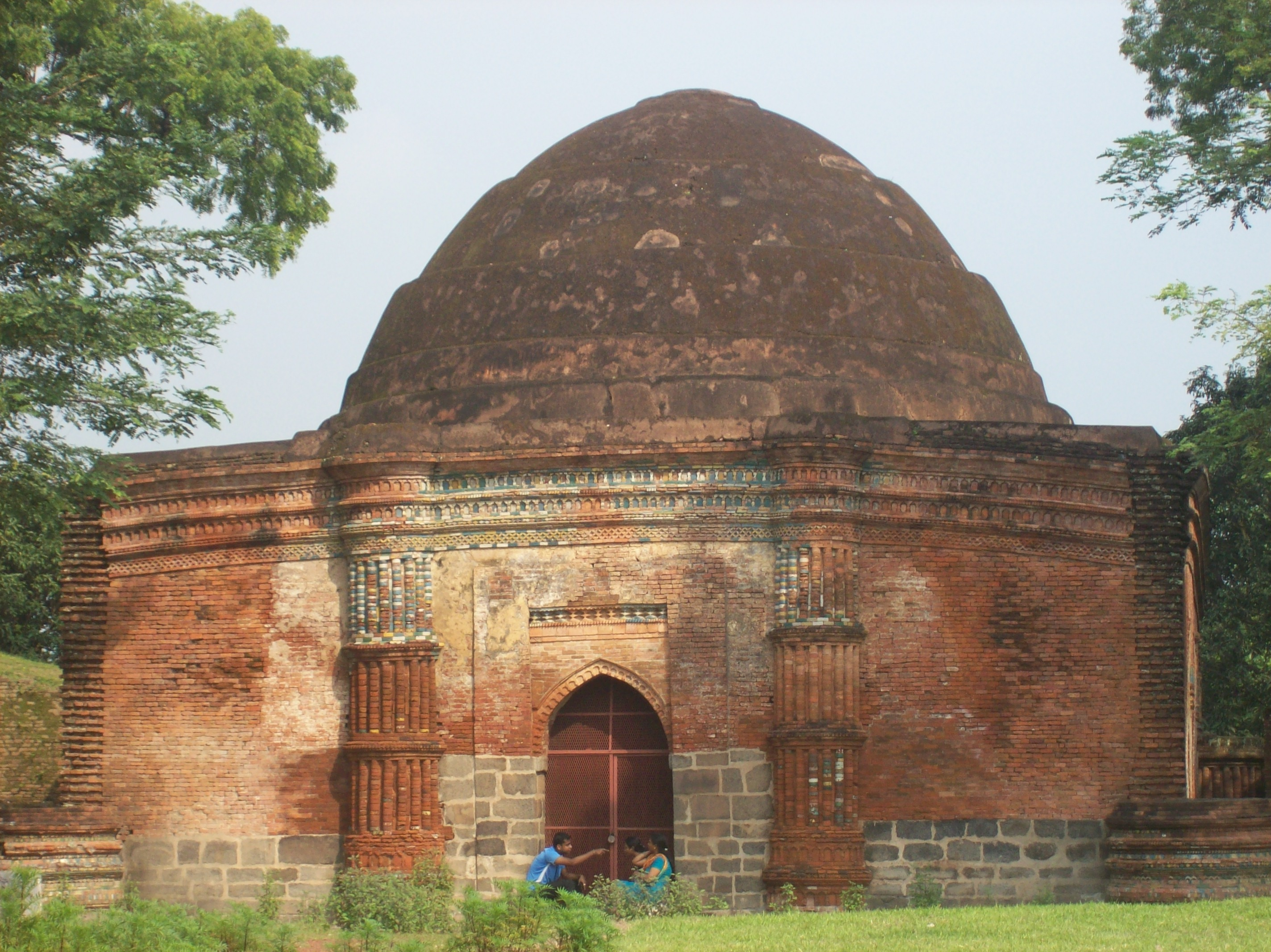
Mausoleum (?)
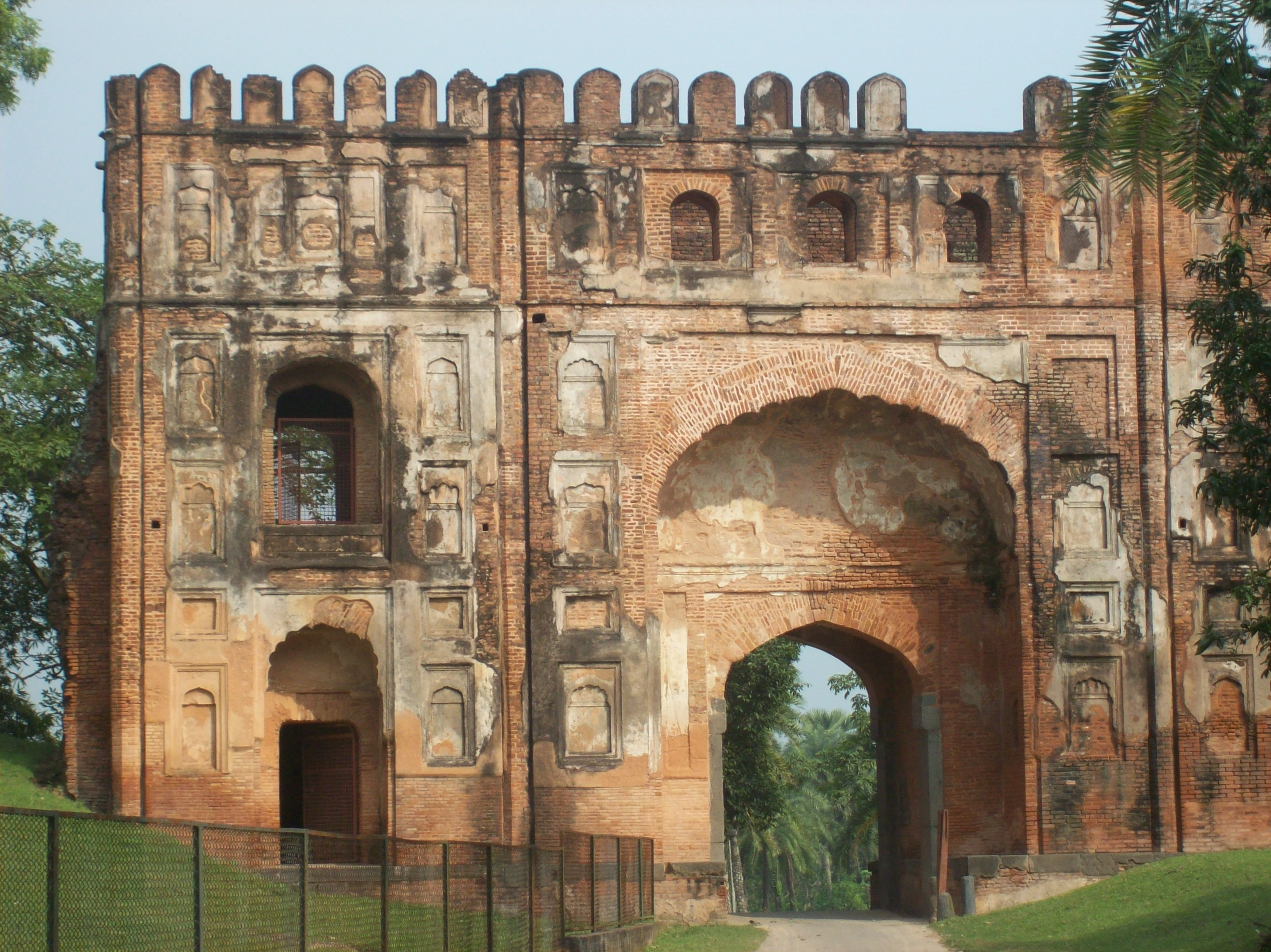
Lukachuri-Darwaja
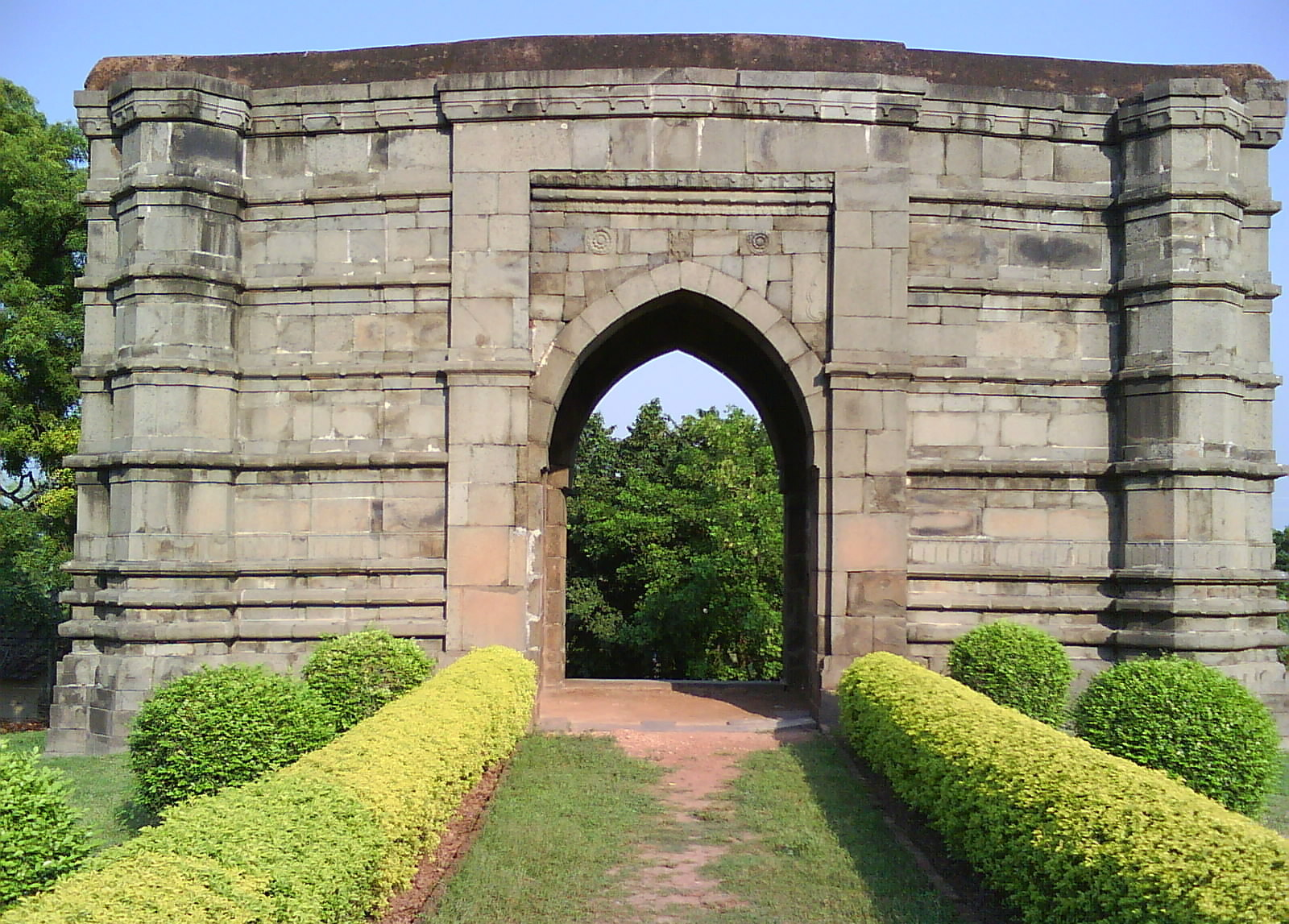
Torbau der Baraduari-Masjid
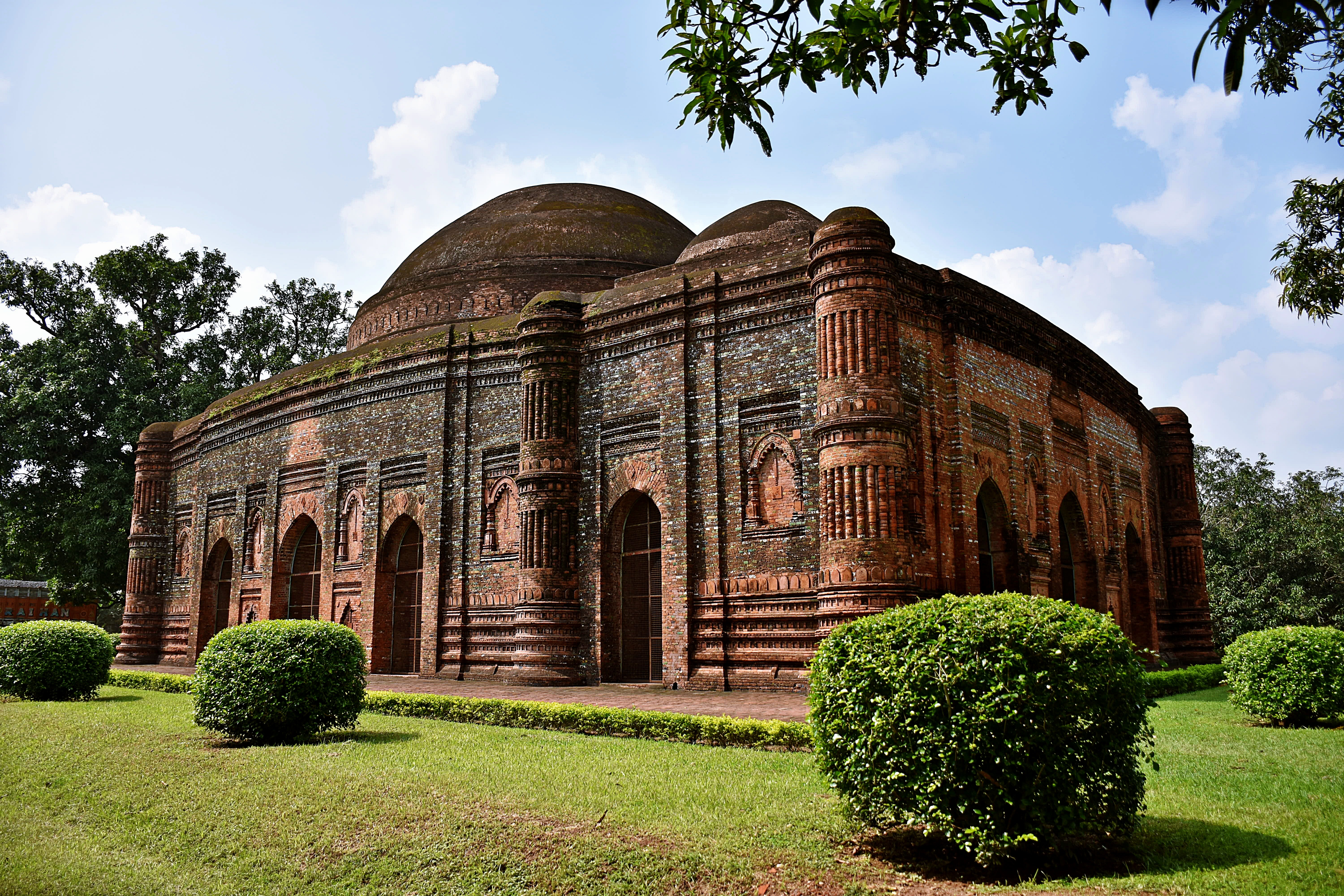
Lottan-Masjid
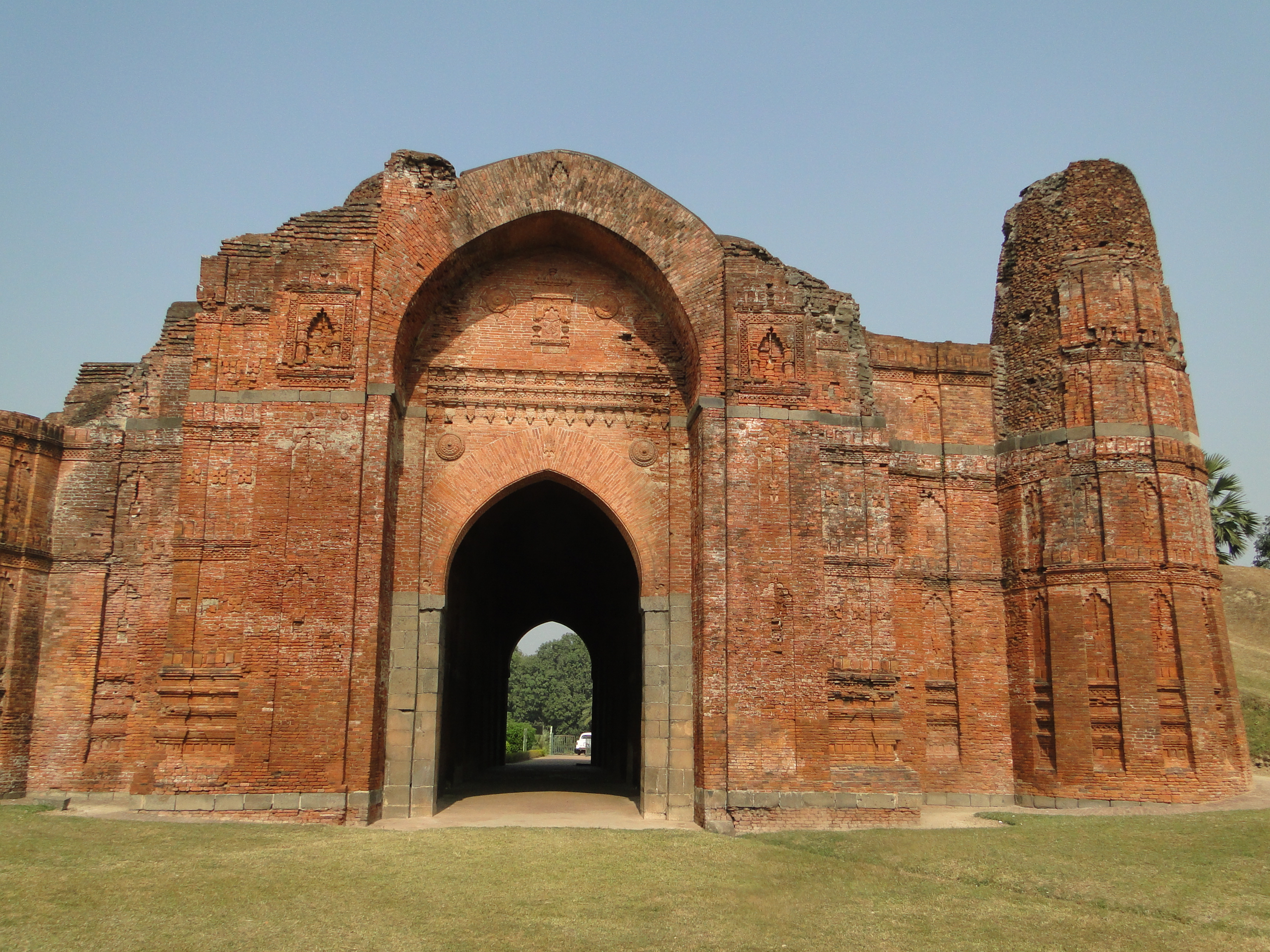
Dakhil Darwaza

## Sonstiges
Einige paschtunische Stämme tragen in ihrem Stammesnamen auch heute noch den Titel Gaur, stellvertretend für ihre Vorfahren, die Bengalen plünderten, worauf viele von ihnen sehr stolz sind.